# Кінґслі Шеклболт
Кінґслі Шеклболт (англ. Kingsley Shacklebolt) — аврор, міністр магії з 1998 року. Член Ордену фенікса, один з його керівників після Албуса Дамблдора та Аластора Муді.

## Зовнішність і характер
У книзі цей персонаж описується високим чаклуном з глибоким спокійним голосом і сережкою у вусі. Він завжди спокійний та врівноважений.

## Розвиток персонажу в книгах

### Гаррі Поттер і Орден Фенікса
У книзі «Гаррі Поттер і Орден Фенікса» Кінґслі Шеклболт був учасником Передового загону. Потім брав участь в битві у Відділі таємниць.

### Гаррі Поттер і Напівкровний Принц
Кінґслі Шеклболт у книзі «Гаррі Поттер і Напівкровний Принц» був на похороні Албуса Дамблдора.

### Гаррі Поттер і Смертельні реліквії
У сьомій частині Шеклболт попереджає всіх про те, що Міністерство магії захоплене Лордом Волдемортом і вбито Міністра магії, Руфуса Скрімджера. Потім мусить переховуватися. При цьому він стає ведучим радіо «Поттерварта». Бере участь у битві за Гоґвортс і стає Міністром магії.
| Піноккіо | Це незавершена стаття про літературного персонажа. Ви можете допомогти проєкту, виправивши або дописавши її. |